# 6.ª Cúpula das Américas
A 6.ª Cúpula das Américas foi a reunião de cúpula entre os líderes do continente americano que ocorreu entre os dias 14 e 15 de abril de 2012.

## Participantes

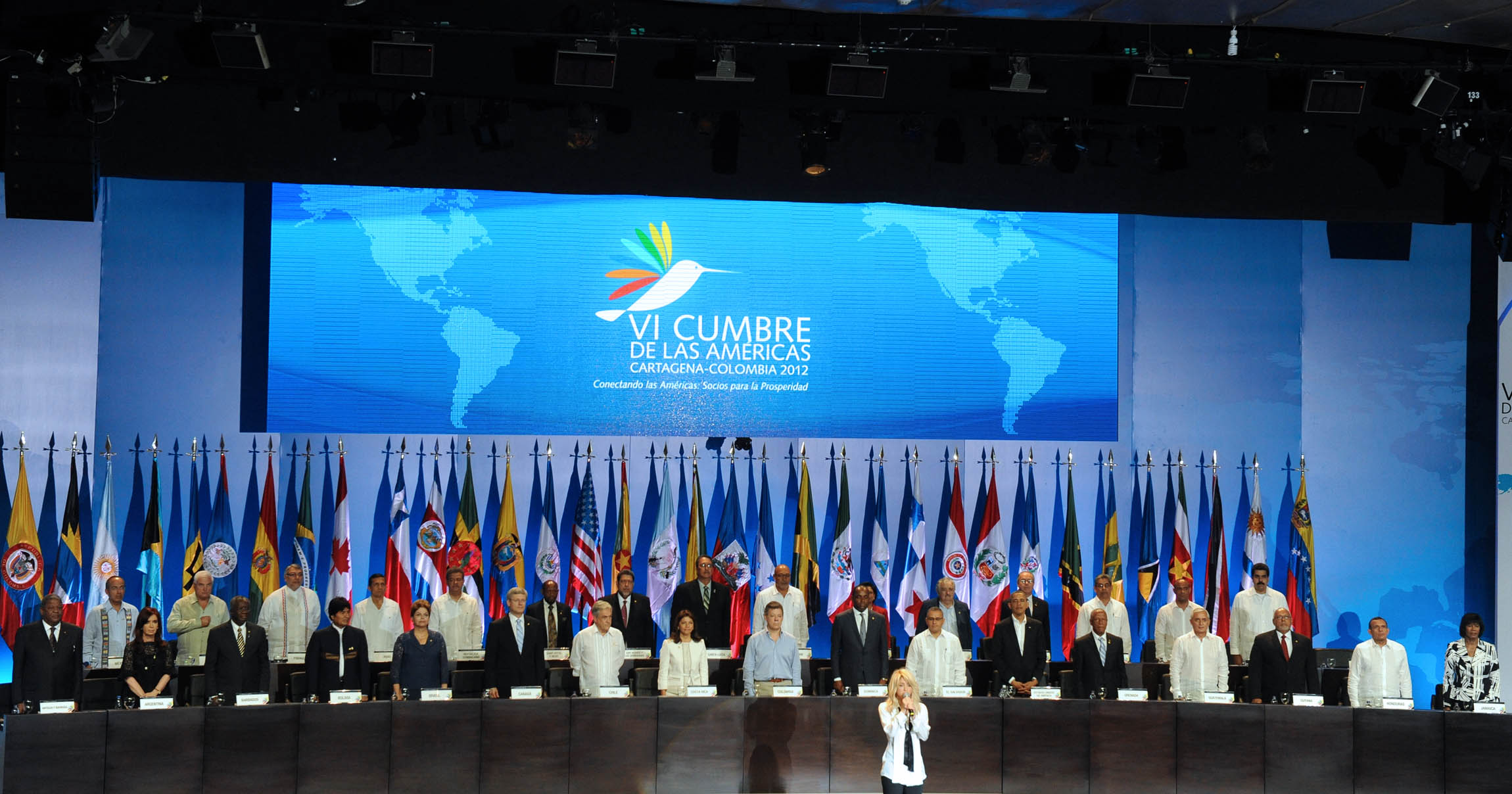
Líderes americanos assistem à apresentação de Shakira na abertura da cimeira.

O presidente do Equador Rafael Correa declarou antecipadamente, por meio de carta aberta ao anfitrião Juan Manuel Santos, seu desinteresse em participar da Cúpula por rejeição a Cuba por países dominantes (Estados Unidos e Canadá). Daniel Ortega (presidente da Nicarágua) e Mauricio Funes (presidente de El Salvador) também não participaram em protesto à rejeição de Cuba. O haitiano Michel Martelly não compareceu por "questões médicas", mas enviou o ministro Laurent Lamothe.
- Baldwin Spencer, Primeiro-ministro de Antígua e Barbuda;
- Cristina Fernández de Kirchner, Presidente da Argentina;
- Hubert Ingraham, Primeiro-ministro das Bahamas;
- Freundel Stuart, Primeiro-ministro de Barbados;
- Dean Barrow, Primeiro-ministro de Belize;
- Evo Morales, Presidente da Bolívia;
- Dilma Rousseff, Presidente do Brasil;
- Stephen Harper, Primeiro-ministro do Canadá;
- Sebastián Piñera, Presidente do Chile;
- Juan Manuel Santos, Presidente da Colômbia;
- Laura Chinchilla, Presidente da Costa Rica;
- Roosevelt Skerrit, Primeiro-ministro da Dominica;
- Barack Obama, Presidente dos Estados Unidos;
- Mauricio Funes, Presidente de El Salvador;
- Tillman Thomas, Primeiro-ministro de Granada;

- Otto Pérez Molina, Presidente da Guatemala;
- Donald Ramotar, Presidente da Guiana;
- Laurent Lamothe, Secretário do Exterior do Haiti;
- Porfirio Lobo Sosa, Presidente de Honduras;
- Portia Simpson Miller, Primeira-ministra da Jamaica;
- Felipe Calderón, Presidente do México;
- Daniel Ortega, Presidente da Nicarágua;
- Ricardo Martinelli, Presidente do Panamá;
- Fernando Lugo, Presidente do Paraguai;
- Ollanta Humala, Presidente do Peru;
- Leonel Fernández, Presidente da República Dominicana;
- Kenny Anthony, Primeiro-ministro de Santa Lúcia;
- Denzil Douglas, Primeiro-ministro de São Cristóvão e Nevis;
- Ralph Gonsalves, Primeiro-ministro de São Vicente e Granadinas;
- Dési Bouterse, Presidente do Suriname;
- Kamla Persad-Bissessar, Primeiro-ministro de Trinidad e Tobago;
- José Mujica, Presidente do Uruguai;
- Nicolás Maduro, Ministro do Exterior da Venezuela.